# 福島太陽誘電
福島太陽誘電株式会社（ふくしまたいようゆうでん）は、福島県伊達市にある、太陽誘電グループの100％出資子会社である。

## 概要
太陽誘電ブランドの記録型光ディスク（Blu-ray Disc、DVD-R、DVD+R、CD-R）の製造を過去に行っており、また同社よりOEM供給されるソニー、日立マクセル、富士フイルム、TDK、親会社である太陽誘電の子会社となったビクターアドバンストメディアのVictorブランド製品も製造していたが、業績と採算性の悪化で2014年に光ディスクの生産から撤退した。
2015年7月1日、株式会社ザッツ福島から福島太陽誘電株式会社に商号変更した。